# Liste des lacs de Bavière
La liste des lacs de Bavière détaille par ordre alphabétique la liste des lacs de Bavière (en allemand, 'lac' se dit 'See') :

## A

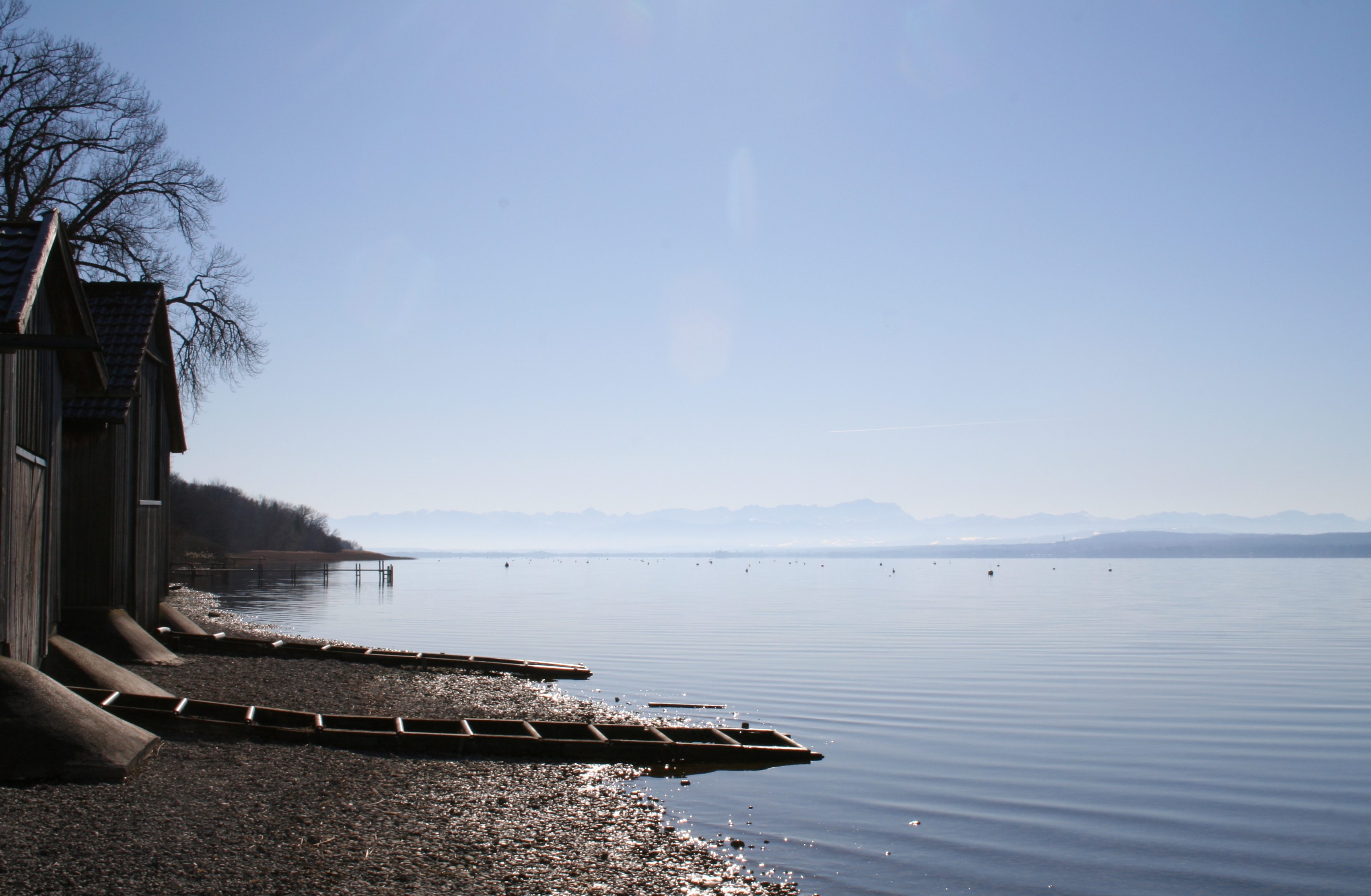
Ammersee

- Abtsdorfer See
- Aindlinger Baggersee
- Alatsee
- Alpsee
- Altmühlsee (4,5 km²)
- Ammersee (46,6 km²)
- Ampersee
- Auensee (Kissing)
- Aufhofener Weiher
- Augelweiher
- Autobahnsee (Augsburg)
- Auwaldsee (Ingolstadt)
- Auweiher

## B
- Badenburger See
- Badersee
- Bachtelsee
- Baggersee (Ingolstadt)
- Bannwaldsee (2,28 km²)
- Bärensee (Wertach)
- Barmsee
- Bichlersee
- Beckenweiher (Wiesenfelden)
- Beinrieder Weiher
- Bibisee
- Bichelweiher
- Bichlersee
- Biengartner Weiherplatte
- Birkensee (Dingolfing)
- Birkensee (Dachau)
- Birkensee (Nuremberg)
- Blaibacher See
- Blaue Lache

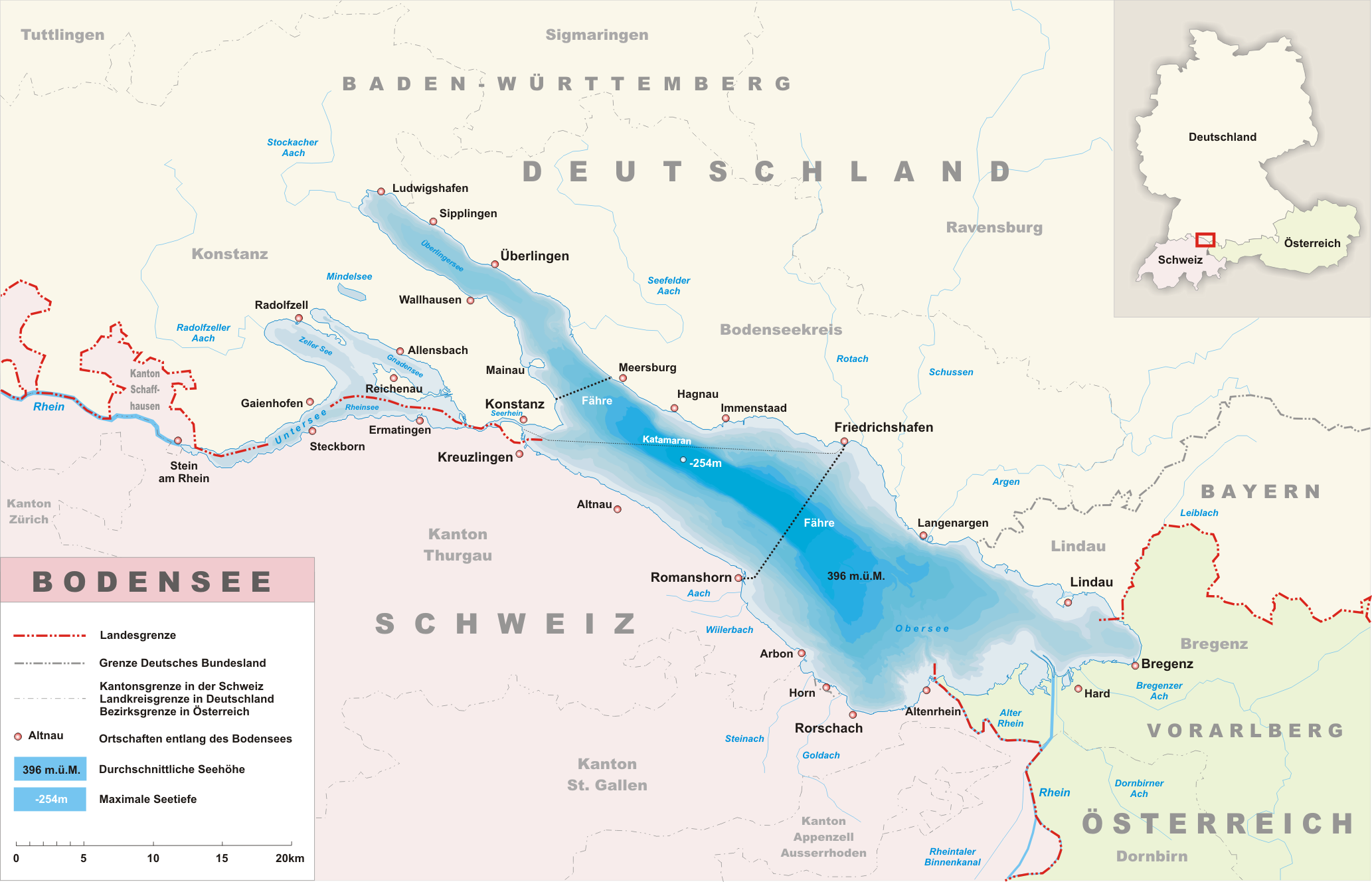
Lac de Constance (Bodensee)

- Bodensee (Lac de Constance) (536 km²)
- Böhmerweiher
- Brombachsee (8,7 km²)
- Brückelsee (1,45 km²)
- Brückelsee (Schwandorf)
- Brückenhaussee
- Buchnerweiher
- Butzenweiher

## C

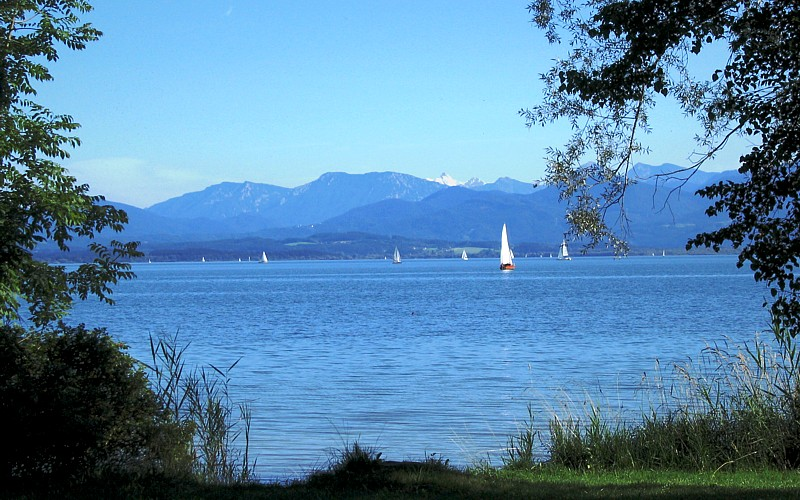
Chiemsee

- Chiemsee (79,9 km²)
- Christlessee
- Craimoosweiher

## D

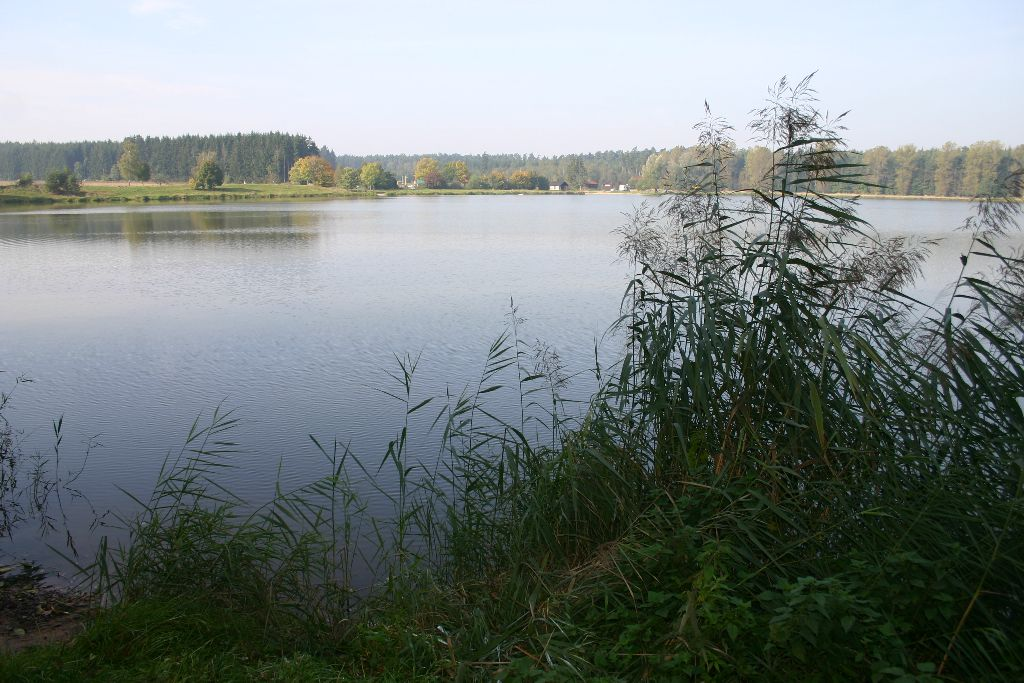
Dennenloher See

- Dechsendorfer Weiher
- Degersee
- Deininger Weiher
- Deixlfurter See
- Dennenloher See
- Derchinger Baggersee
- Dietlhofer See
- Dreiburgensee
- Dreiseenplatte
- Dutzendteich

## E

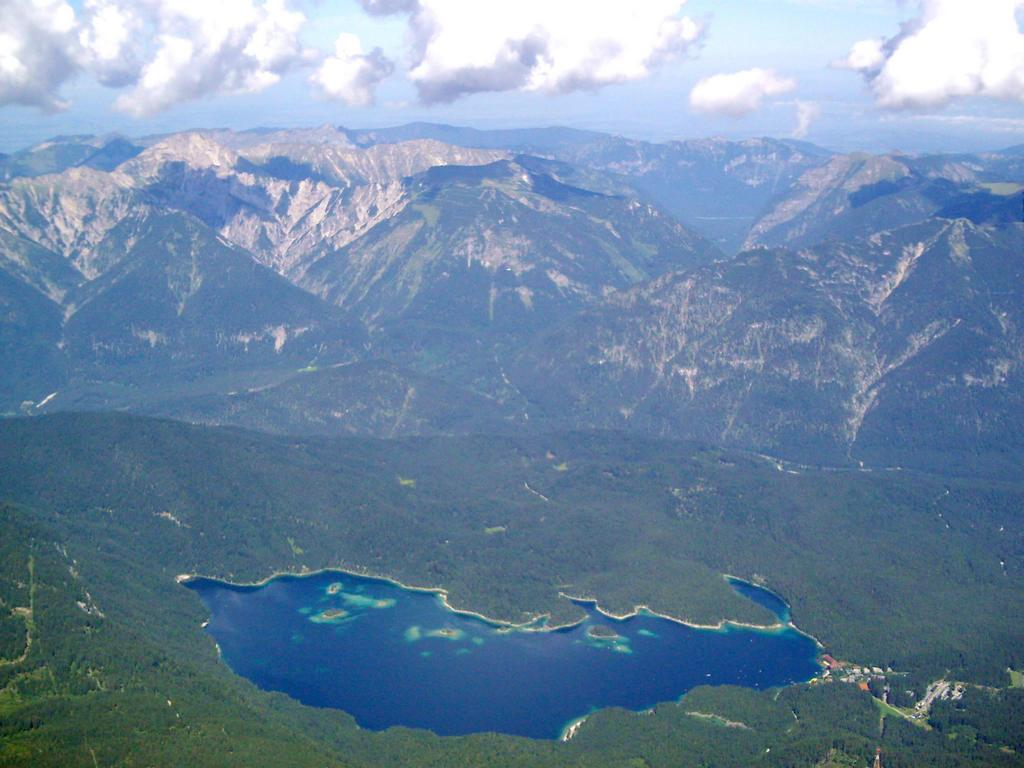
Eibsee

- Echinger Stausee (1,12 km²)
- Eibsee (1,77 km²)
- Eichenauer See
- Eichsee
- Egelsee
- Egglburger See
- Eggstätter Seen
- Eggstätt-Hemhofer Seenplatte
- Eginger See
- Eibsee
- Eichenauer See
- Eixendorftalsperre
- Elbsee (Aitrang)
- Ellertshäuser See
- Emmeringer See
- Engelsrieder See
- Engeratsgundsee
- Erlauzwieseler See
- Erlensee (Schechen)
- Eschacher Weiher
- Eßsee

## F

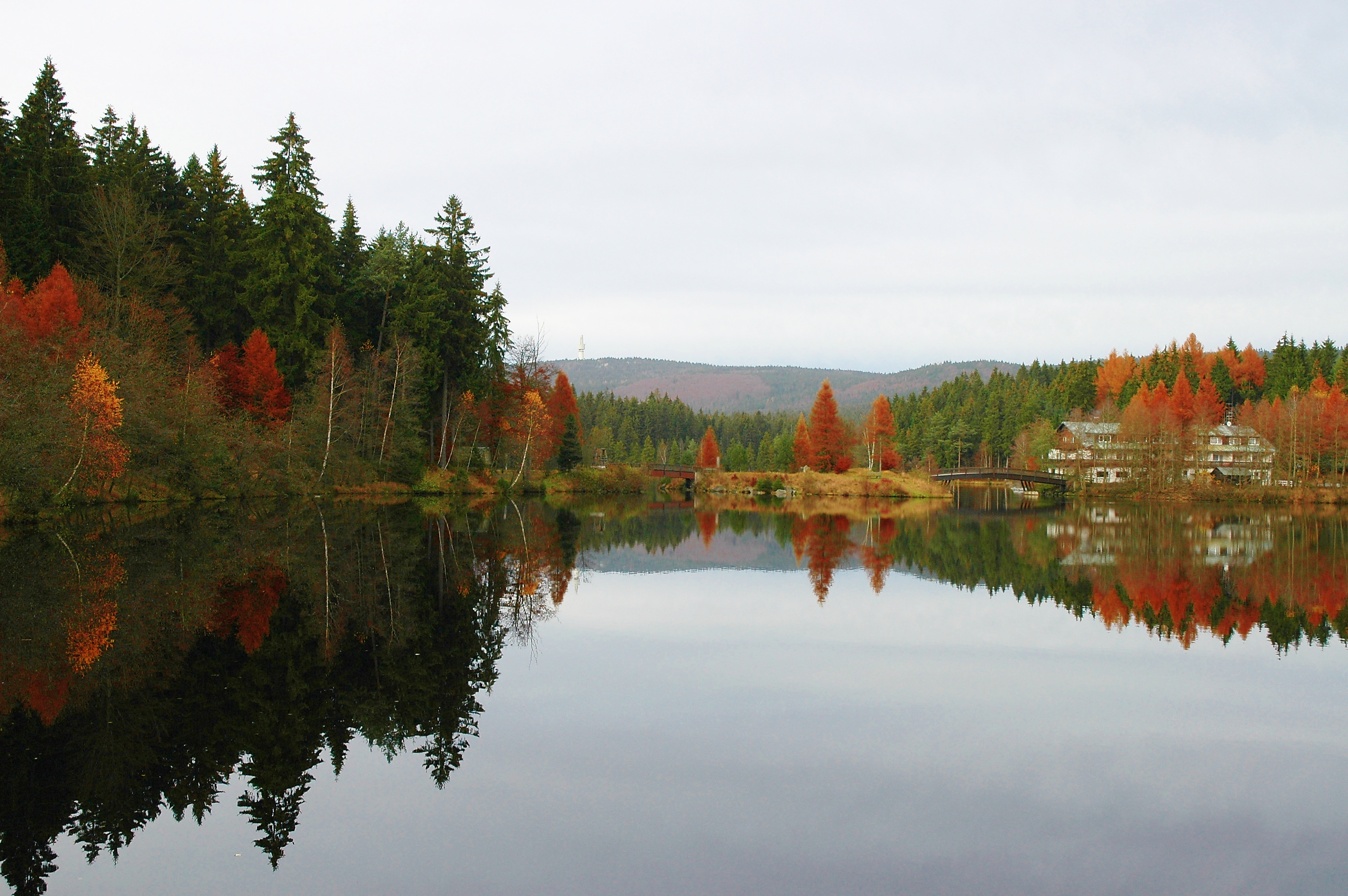
Fichtelsee

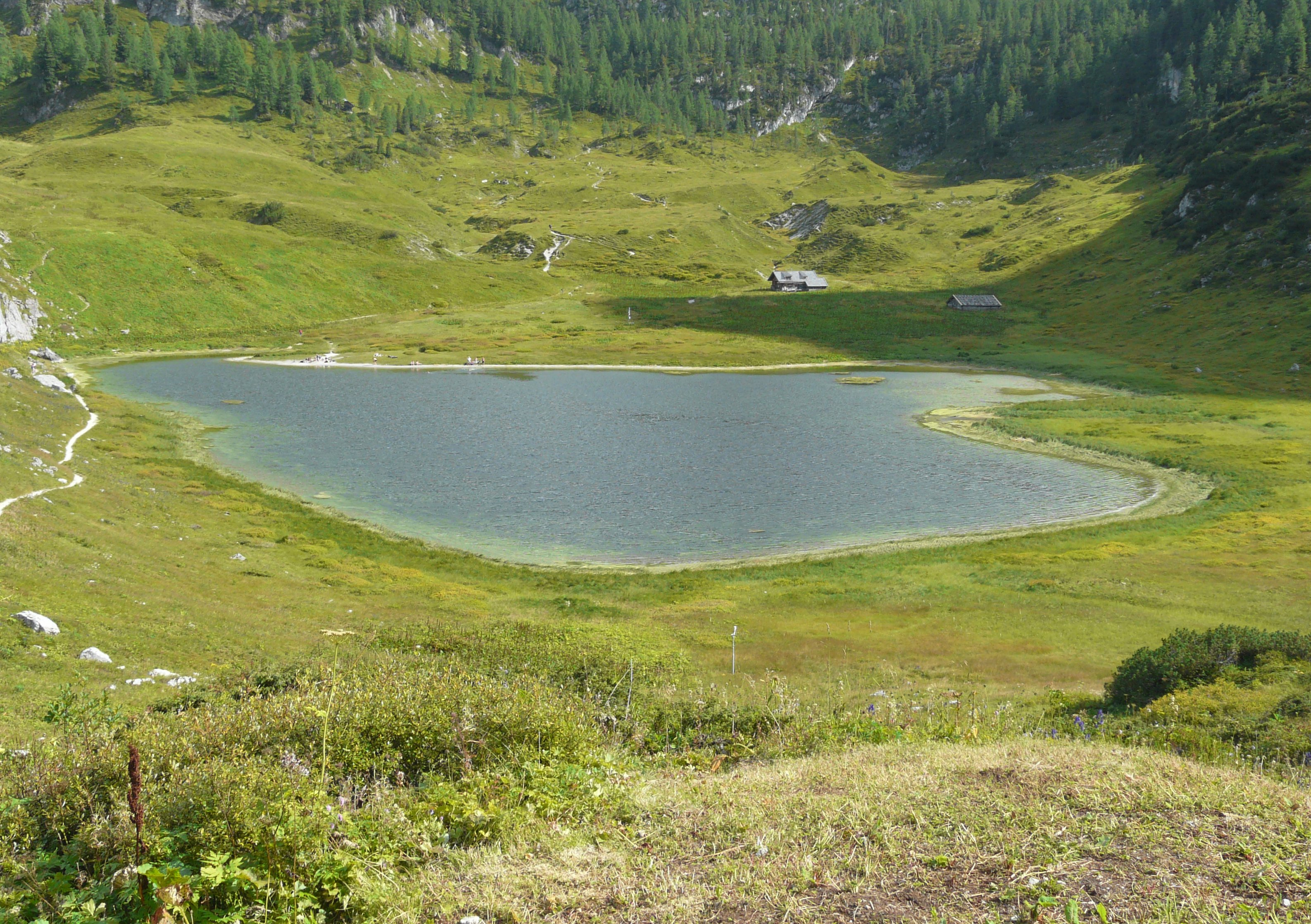
Funtensee

- Fasaneriesee
- Feisnitz-Stausee
- Feldmochinger See
- Ferchensee
- Feringasee
- Fichtelsee
- Fichtsee (1,03 km²)
- Floriansee
- Förchensee
- Forggensee (15,2 km²)
- Förmitztalsperre (1,16 km²)
- Freibergsee
- Freudensee
- Frickenhäuser See
- Fridolfinger See
- Friedberger Baggersee
- Frillensee
- Froschgrundsee
- Froschhauser See
- Fügsee
- Funtensee

## G

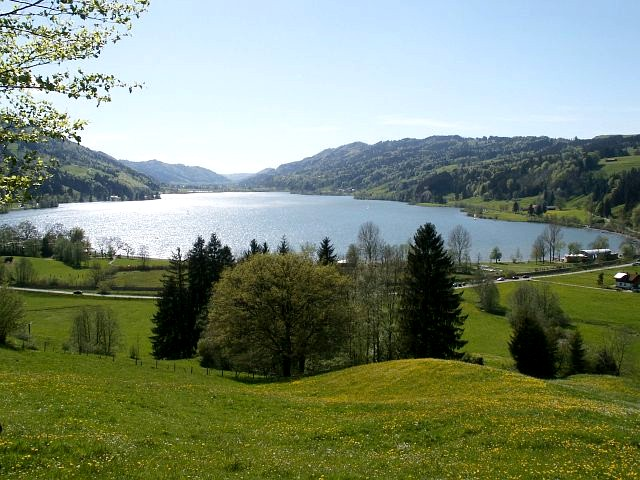
Großer Alpsee

- Gaigensee
- Gallaweiher
- Gänsweiher
- Garchinger See
- Germeringer See
- Gloggnersee
- Goldbergsee (1,45 km²)
- Goldsee
- Griessee (Bavière)
- Großer Alpsee (2,47km²)
- Großer Arbersee
- Großer Brombachsee (8,7 km²)
- Grundloser See (Oberbayern)
- Grünsee (Schliersee)
- Grünsee (Alpes de Berchtesgaden)
- Grüntensee (1,23 km²)
- Guggenberger See

## H
- Haarsee
- Hackensee
- Hahnenkammsee
- Haselsee
- Hapberger Weiher
- Happinger See
- Happurger Stausee
- Harmatinger Weiher
- Hartsee
- Hausstätter Weiher
- Hausweiher
- Heiligenwaldsee
- Heimstettener See
- Hinterbrühler See
- Hintersee (Ramsau)
- Hochstraßer Seen

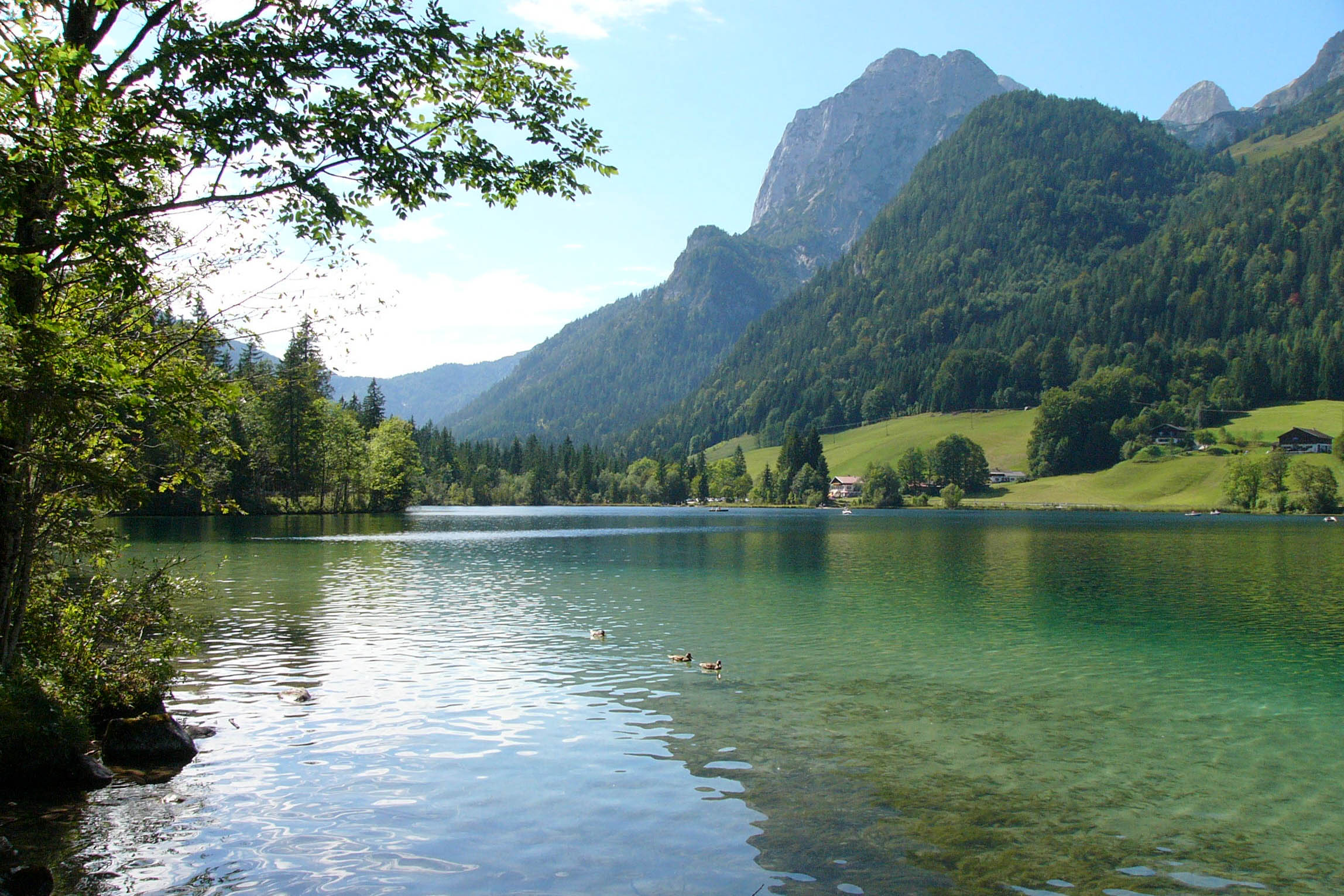
Hintersee

- Hochwasserspeicher Furth im Wald (1,58 km²)
- Hochwasserspeicher Liebenstein
- Hödenauer See
- Hofstätter See
- Höglwörther See
- Höllensteinsee
- Höllsee
- Hopfensee (1,94 km²)
- Hubersee
- Hütsee

## I
- Igelsbachsee
- Ilsesee (Bavière)
- Ingstetter Weiher
- Ismaninger Speichersee (5,8 km²)

## J
- Jais Weiher

## K

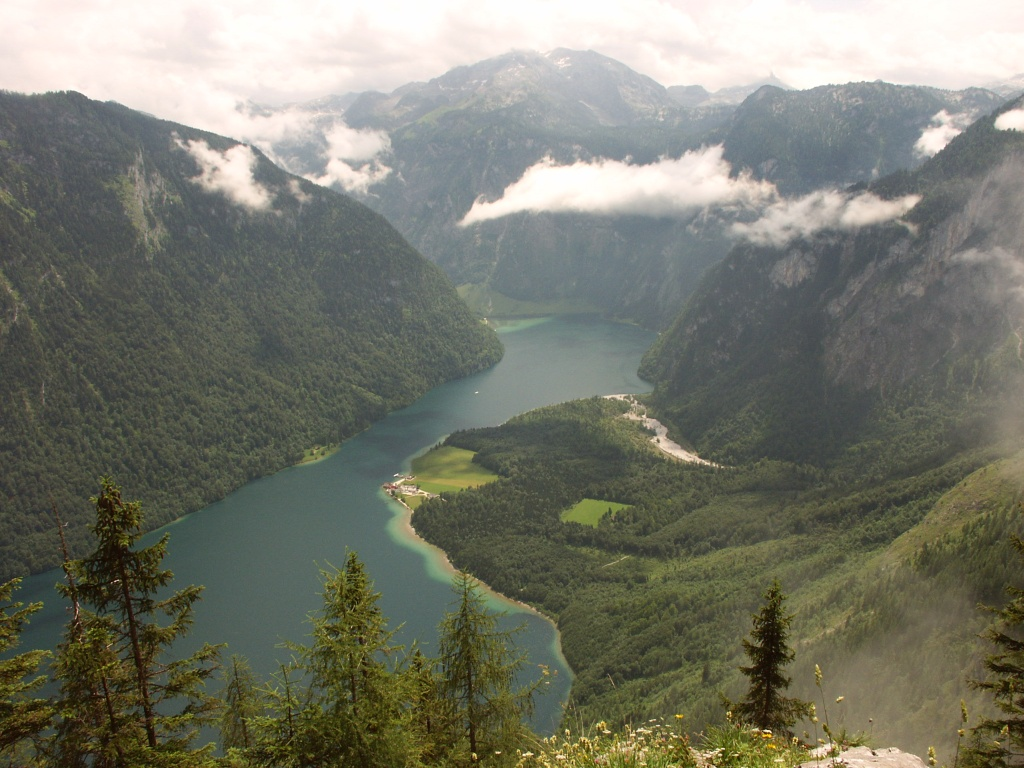
Königssee

- Kahler Seenplatte
- Kainzmühlsperre
- Kaisersee
- Kaltenbachteiche
- Kastenseeoner See
- Karlsfelder See
- Karpfsee
- Kartäuser See
- Kirchsee (Oberbayern)
- Kleiner Alpsee
- Kleiner Arbersee
- Kleiner Brombachsee (2,5 km²)
- Kleinhesseloher See
- Klosterweiher
- Kochelsee (5,95 km²)
- Koglweiher
- Königssee (5,22 km²)
- Korbsee
- Kreutsee
- Küchensee (Bavière)
- Kuhsee (Augsburg)

## L
- Lachenweiher
- Langbürgner See (1,04 km²)
- Langsee (Nuremberg)
- Langwieder See
- Latschensee
- Laubseelein
- Lauser Weiher
- Lautersee
- Lechstaustufe 2 – Prem
- Lechstaustufe 22 – Unterbergen
- Lechstaustufe 6 – Dornau (2,04 km²)
- Leitgeringer See
- Lerchenauer See
- Listsee
- Lödensee
- Lügsteinsee
- Loidelsee
- Lußsee

## M
- Mainparksee
- Maisinger See
- Mammendorfer See
- Mandichosee (1,60 km²)
- Mandlachsee
- Meerhofsee
- Mertsee
- Mittersee
- Mitterweiher
- Mötzinger
- Murner See
- Moosbergsee
- Mooshamer Weiher

## N
- Naturfreibad Haunstetten
- Neuner See
- Neusee
- Niedersonthofener See (1,35 km²)
- Nußberger Weiher

## O
- Oberegger Stausee
- Oberer Gaisalpsee
- Oberpfälzer Seenland
- Oberrieder Weiher
- Obersee
- Obinger See
- Ofenwaldsperre
- Olchinger See
- Olympiasee
- Osingsee
- Ostallgäuer Seen
- Osterseen (2,23 km²)

## P
- Pagodenburger See
- Pelhamer See
- Perlsee
- Pfeffersee
- Pflegersee
- Pilsensee (1,95 km²)
- Poschinger Weiher
- Prälatenweiher
- Pucher Meer
- Pumpspeicherkraftwerk Langenprozelten
- Pumpspeicherkraftwerk Warmatsgund

## R
- Rachelsee
- Radersdorfer Baggersee
- Rannasee
- Rappensee
- Regattaparksee
- Regattastrecke Oberschleißheim
- Regener See
- Reischenharter Baggerseen
- Rettensee
- Riederecksee
- Riegsee (1,97 km²)
- Riemer See
- Rießersee
- Rinssee
- Röthensteiner See
- Rothsee (1,6 km²)
- Rothsee (Zusmarshausen)
- Rottachsperre (3,13 km²)
- Rottauensee
- Rußweiher
- Rudufersee

## S
- Saalachsee
- Sachensee
- Sarchinger Weiher
- Schachensee
- Schergenweiher
- Schliersee (2,22 km²)
- Schloßsee
- Schluifelder See
- Schluisee
- Schmalensee (Mittenwald)
- Schrecksee
- Schwabinger See
- Schwabweiher
- Schwaltenweiher
- Schwansee

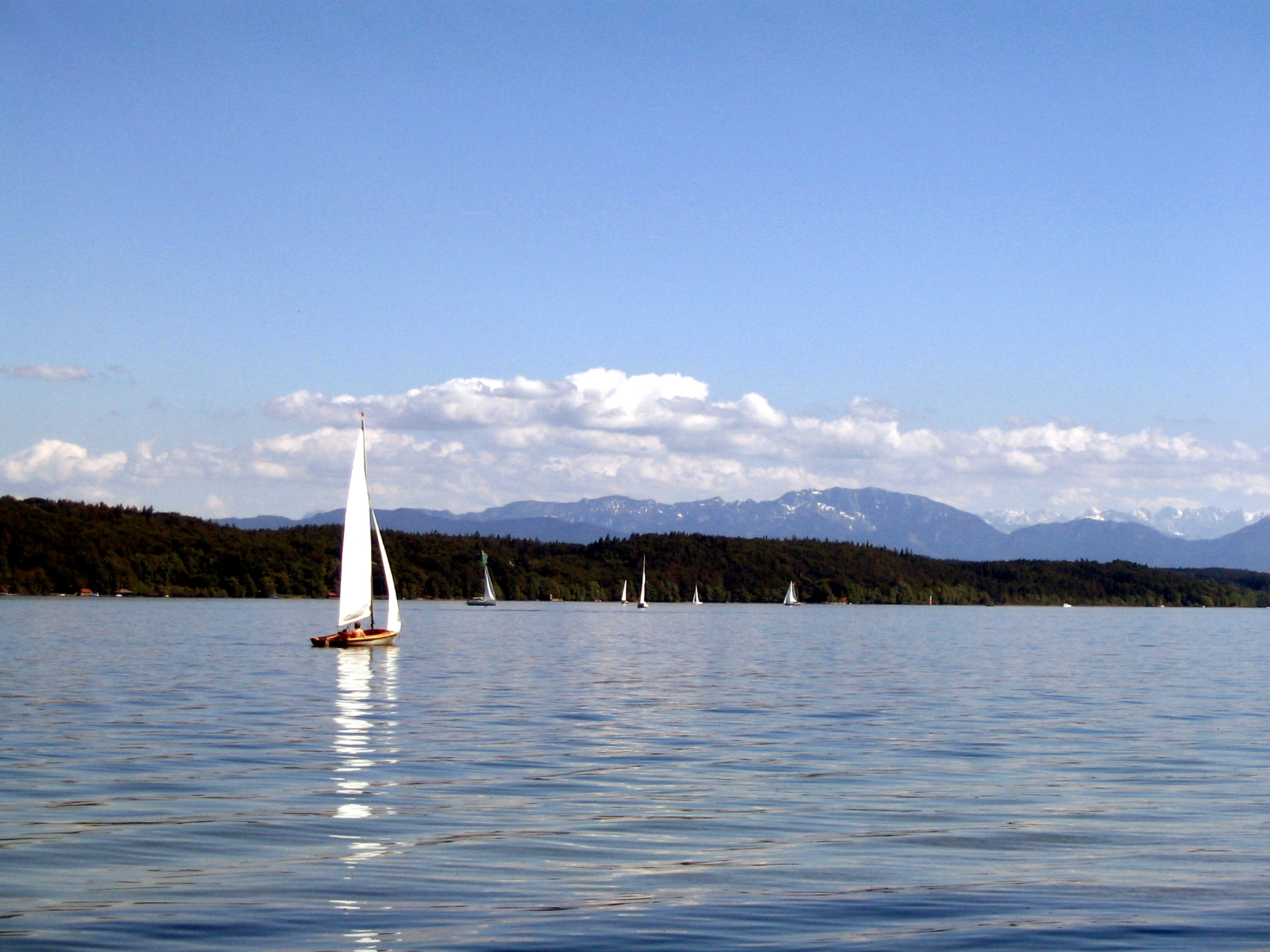
Lac de Starnberg

- Schwarzensee (Alpes de Berchtesgaden)
- Schwarzsee (Eschenlohe)
- Seealpsee
- Seehamer See (1,47 km²)
- Seeleinsee
- Seeoner Seen
- Silbersee (Nuremberg)
- Silbersee (Treffelstein)
- Simssee (6,49 km²)
- Soiernseen
- Soinsee
- Soyensee
- Spitzingsee
- Staffelsee (7,66 km²)
- Starnberger See (56,36 km²)
- Stausee Oberilzmühle
- Steinberger See (1,84 km²)
- Steinsee
- Stempflesee
- Surtalsperre
- Suttensee
- Sylvensteinsee

## T

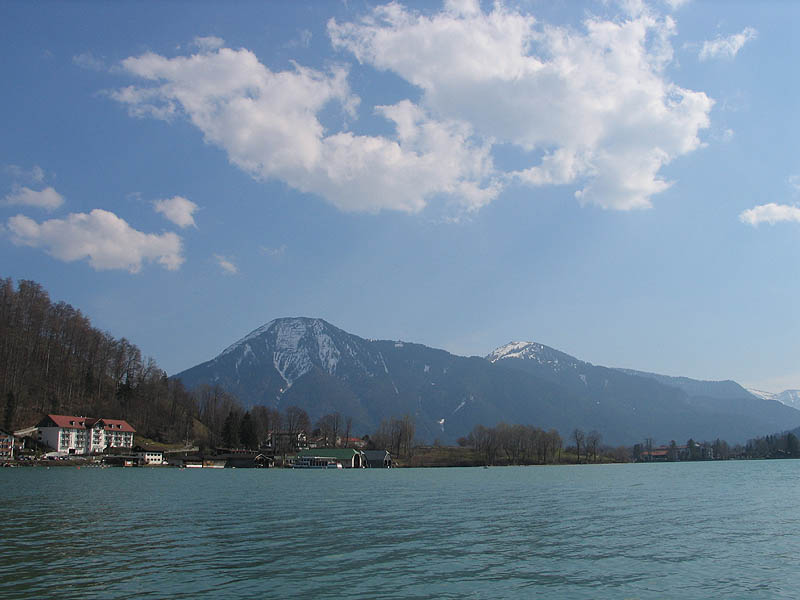
Lac Tegern

- Tachinger See (2,36 km²)
- Taubensee (Kössen/Unterwössen)
- Taubensee (Ramsau)
- Tegernsee (8,9 km²)
- Thanninger Weiher
- Thumsee
- Tinninger See
- Trausnitztalsperre
- Trennfelder Badesee
- Trinkwassertalsperre Frauenau
- Trinkwassertalsperre Mauthaus
- Truhensee
- Tüttensee

## U
- Unterer Gaisalpsee
- Unterschleißheimer See
- Untreusee

## V
- Valznerweiher
- Vilstalsee

## W
- Waginger See (6,61 km²)
- Walchensee (16,27 km²)
- Waldsee (Lindenberg)
- Waldweiher
- Weiher im Loichingermoos
- Weißensee (1,35 km²)
- Weißenstädter See
- Weitmannsee
- Weitsee
- Weßlinger See
- Widdersberger Weiher
- Wildensee (Mittenwald)
- Wildsee (Wallgau)
- Wimmersee
- Windachspeicher (1,30 km²)
- Wöhrder See
- Wolfsee
- Wöhrsee
- Wörthsee (4,34 km²)
- Wörther See
- Wössener See

## Z
- Zellsee (1,00 km²)
- Ziegelweiher